# De favoriete
De favoriete is het eerste stripalbum uit de Djinn-reeks en behoort samen met De dertig belletjes, De tatoeage en De schat tot de Ottomaanse cyclus. De strip werd voor het eerst uitgegeven bij Dargaud in januari 2001. Het album is getekend door Ana Miralles met scenario van Jean Dufaux.

## Het verhaal
De favoriete speelt zich af in het heden en in het Ottomaanse Rijk omstreeks het eerste decennium van de twintigste eeuw. De twee verhalen zijn in elkaar verweven door de familieband van enerzijds Kim Nelson in het heden en lord en lady Nelson en de favoriete van de Sultan - Jade - in het verleden. Europa staat aan de vooravond van de Eerste Wereldoorlog en het Ottomaanse rijk wankelt. De economie is onder buitenlands toezicht geplaatst. Binnen het rijk ontstaat de een nationalistische beweging van de Jong-Turken onder leiding van Enver Pasja. Deze werd in 1914 minister van Oorlog in de regering-Talaat en opperbevelhebber van het leger. Ze verdreven de sultan en besloten de kant van het Duitse Keizerrijk te kiezen en de geallieerden de Heilige oorlog te verklaren.
In deze context zijn lord en lady Nelson aan het hof van Sultan Murati - ook wel de Zwarte Sultan genaamd - en ontstaat er een driehoeksverhouding tussen lady Nelson, Jade en lord Nelson. Deze driehoeksverhouding is gebaseerd op een ware geschiedenis die indertijd door Junichiro Tanizaki literair, en door Liliana Cavani cinematografisch is verwerkt. In het heden komt Kim Nelson in contact met Ibram Malek. Ze spreken af in de hamam van madame Fazila. Daar wordt ze ontvoert door Kemal, een handlanger van Amin, die op zoek is naar de verborgen schat van de Sultan. Het komt tot een conflict waarbij Ibram Malek haar slechts op het allerlaatste nippertje kan redden...